# Vatteville-la-Rue
Vatteville-la-Rue é uma comuna francesa na região administrativa da Normandia, no departamento de Sena Marítimo. Estende-se por uma área de 49,83 km². Em 2010 a comuna tinha 1 162 habitantes (densidade: 23,3 hab./km²).